# Spazio normato
In matematica, uno spazio vettoriale normato, o più semplicemente spazio normato, è uno spazio vettoriale in cui ogni vettore ha definita una lunghezza, cioè una norma.

## Introduzione informale
L'idea di "lunghezza" di un vettore a 2 o 3 dimensioni con componenti a valori reali è intuitiva e può essere facilmente estesa a un qualunque spazio vettoriale reale {\displaystyle \mathbb {R} ^{n}}. Risulta che le seguenti proprietà di "lunghezza di un vettore" sono quelle cruciali:
- un vettore ha sempre lunghezza strettamente positiva. L'unica eccezione è il vettore nullo che ha sempre lunghezza zero.
- moltiplicare un vettore per un numero reale ha l'effetto di moltiplicare la sua lunghezza per il modulo di esso.
- la disuguaglianza triangolare.

La loro generalizzazione per più astratti spazi vettoriali, porta alla nozione di norma.

## Definizione
Uno spazio vettoriale semi-normato è una coppia {\displaystyle (V,p)} dove {\displaystyle V} è uno spazio vettoriale reale o complesso e {\displaystyle p} una seminorma su {\displaystyle V}.
Uno spazio vettoriale normato è una coppia {\displaystyle (V,\|\cdot \|)} dove {\displaystyle V} è uno spazio vettoriale reale o complesso e {\displaystyle \|\cdot \|} una norma su {\displaystyle V}.
Quando è chiaro dal contesto, spesso si omette di descrivere la (semi-)norma e si scrive semplicemente {\displaystyle V}.
Una generalizzazione degli spazi semi-normati sono gli spazi localmente convessi. 

## Struttura topologica

### Metrica e topologia
Uno spazio vettoriale normato è anche uno spazio metrico: la distanza tra due vettori {\displaystyle \mathbf {u} } e {\displaystyle \mathbf {v} } è definita come {\displaystyle \|\mathbf {u} -\mathbf {v} \|}. In particolare, è quindi anche uno spazio vettoriale topologico.
Se lo spazio è dotato solo di una semi-norma, con vettori non nulli {\displaystyle v} con norma nulla {\displaystyle \|v\|}, lo spazio non è naturalmente dotato di una metrica (una definizione come quella sopra genererebbe dei punti a distanza zero), ma di una pseudometrica, e può essere comunque dotato di una topologia, che non è però di Hausdorff (non è neppure T0).
In ogni caso, metrica e/o topologia permettono la definizione di nozioni quali continuità e convergenza.

### Completezza
Di speciale interesse sono gli spazi normati completi, gli spazi di Banach. Ogni spazio vettoriale normato {\displaystyle V} risiede come sottospazio denso in uno spazio di Banach: questo spazio di Banach è essenzialmente definito unicamente da {\displaystyle V} ed è chiamato il completamento di {\displaystyle V}. Gli spazi di Banach hanno molte proprietà notevoli, e per questo motivo è spesso più agevole studiare le proprietà di uno spazio normato come sottoinsieme del suo completamento.

## Dimensione finita

Sfere unitarie sul piano associate a diverse norme.

Uno spazio vettoriale reale o complesso di dimensione {\displaystyle n} è isomorfo allo spazio {\displaystyle \mathbb {R} ^{n}} o {\displaystyle \mathbf {C} ^{n}}. Un tale spazio ammette molte norme differenti fra loro. Queste norme possono essere visualizzate geometricamente disegnando la sfera unitaria, cioè il sottoinsieme formato da tutti i vettori aventi norma 1.
Tutte le norme su uno spazio vettoriale finito-dimensionale sono però equivalenti da un punto di vista topologico, in quanto inducono la stessa topologia, detta topologia euclidea. Poiché tale topologia è completa, tutti gli spazi vettoriali normati finito-dimensionali sono spazi di Banach.

## Palla unitaria e intorni
Uno spazio vettoriale normato {\displaystyle V} è finito-dimensionale se e solo se la palla unitaria:
{\displaystyle B=(\mathbf {x} :\|\mathbf {x} \|\leq 1)}
è compatta, il che si verifica se e solo se {\displaystyle V} è localmente compatto.
La topologia di uno spazio vettoriale semi-normato ha molte interessanti proprietà. Dato un sistema di intorni {\displaystyle {\mathcal {N}}(0)} dello zero possiamo costruire tutti gli altri sistemi di intorni come:
{\displaystyle {\mathcal {N}}(x)=x+{\mathcal {N}}(0):=\{x+N\mid N\in {\mathcal {N}}(0)\}}
con:
{\displaystyle x+N:=\{x+n\mid n\in N\}}
Inoltre esiste una base di intorni per lo zero che consiste di insiemi assorbenti e convessi. Siccome questa proprietà è molto utile in analisi funzionale, generalizzazioni di spazi vettoriali normati con questa proprietà vengono studiati sotto il nome di spazi localmente convessi.

## Applicazioni lineari e spazi duali
Le più importanti applicazioni tra spazi vettoriali normati sono le applicazioni lineari continue. Insieme con queste applicazioni, gli spazi vettoriali normati formano una categoria. 
La norma è una trasformazione continua. Inoltre tutte le applicazioni lineari tra spazi vettoriali finito-dimensionali sono continue. 
Un'isometria tra due spazi vettoriali normati è una applicazione lineare {\displaystyle f} che conserva la norma:
{\displaystyle \|f(\mathbf {v} )\|=\|\mathbf {v} \|\qquad \forall \mathbf {v} }
Le isometrie sono sempre continue e  iniettive. Una isometria suriettiva tra gli spazi vettoriali normati {\displaystyle V} e {\displaystyle W} viene chiamata isomorfismo isometrico, e {\displaystyle V} e {\displaystyle W} vengono detti isometricamente isomorfi. Spazi vettoriali normati isometricamente isomorfi sono identici per tutti gli scopi pratici.
Quando parliamo di spazi vettoriali normati, allarghiamo la nozione di spazio duale per tener conto della norma. Il duale {\displaystyle V'} di uno spazio vettoriale normato {\displaystyle V} è lo spazio di tutte le applicazioni lineari continue da {\displaystyle V} al campo base (quello complesso o quello reale) — tali applicazioni lineari vengono chiamati "funzionali". La norma di un funzionale {\displaystyle \phi } è definita come l'estremo superiore di {\displaystyle |\phi (\mathbf {v} )|} dove {\displaystyle \mathbf {v} } varia tra tutti i vettori unitari (ovvero i vettori di norma 1) in {\displaystyle V}. Questo rende {\displaystyle V'} uno spazio vettoriale normato. Un teorema importante riguardo ai funzionali lineari continui su uno spazio vettoriale normato è il teorema di Hahn-Banach.

## Spazi normati come quoziente di spazi semi-normati
La definizione di molti spazi normati (in particolare, spazi di Banach) coinvolgono una semi-norma definita su uno spazio vettoriale e allora lo spazio normato è definito come lo spazio vettoriale quoziente rispetto al sottospazio degli elementi di semi-norma zero.  Per esempio, con gli spazi Lp, la funzione definita da:
{\displaystyle \|f\|_{p}=\left(\int |f(x)|^{p}\;dx\right)^{1/p}}
è una seminorma sullo spazio vettoriale di tutte le funzioni per cui l'integrale di Lebesgue del membro di destra è definito e finito. Le funzioni aventi seminorma nulla sono quelle il cui supporto ha misura di Lebesgue zero: queste funzioni formano un sottospazio. Lo {\displaystyle L^{p}} è ottenuto quozientando lo spazio di funzioni su questo sottospazio.

## Spazi prodotto finiti
Dati n spazi semi-normati {\displaystyle X_{i}} con semi-norme {\displaystyle p_{i}} si può definire lo spazio prodotto come:
{\displaystyle X:=\prod _{i=1}^{n}X_{i}}
con somma vettoriale definita come:
{\displaystyle (x_{1},\ldots ,x_{n})+(y_{1},\ldots ,y_{n}):=(x_{1}+y_{1},\ldots x_{n}+y_{n})}
e moltiplicazione per scalare definita come:
{\displaystyle \alpha (x_{1},\ldots ,x_{n}):=(\alpha x_{1},\ldots ,\alpha x_{n})}
Definendo una nuova funzione {\displaystyle p:X\mapsto \mathbb {R} } come:
{\displaystyle p:(x_{1},\ldots ,x_{n})\to \sum _{i=1}^{n}p_{i}(x_{i})}
essa è una semi-norma su {\displaystyle X}. La funzione {\displaystyle p} è una norma se e solo se tutte le {\displaystyle p_{i}} sono norme.
Inoltre, una semplice argomentazione che coinvolge algebra lineare elementare mostra che i soli spazi semi-normati finito-dimensionali sono quelli che nascono como prodotto di uno spazio normato e di uno spazio con seminorma banale. Di conseguenza, molti degli esempi e delle applicazioni più interessanti si spazi semi-normati si trovano per spazi vettoriali infinito-dimensionali.